# Rur
Rur (francosko: Rour  in nizozemsko: Roer) je 164,5 km dolg, jugovzhodni in orografsko desni pritok Meuse v Belgiji, Nemčiji in na Nizozemskem. Okoli 80 % rečnega toka je po nemškem ozemlju.

## Ime
Ime reke se od okoli leta 1900 piše brez črke "h", da bi jo razlikovali od Ruhra, ki teče v Ren. Da bi reko razlikovali, se uporablja tudi izraz Eifel-Rur. Staro črkovanje se še vedno pojavlja v imenih krajev, kot sta Erkensruhr in Einruhr. V nizozemščini in francoščini se reka piše Roer (vendar se izgovarja kot v nemščini), v Belgiji (Valonija) pa tudi Rour ali Roule.
Ime rečne boginje Rure je znano že iz rimskih časov. V bližini Roermonda je bil znan oltar tej boginji.  Ravenski zgodnjesrednjeveški geograf omenja tudi ime reke Rura.

## Geografija

### Tok reke

#### Gornji tok v Belgiji
Rur izvira v belgijski provinci Liège v Hautes Fagnes (Visoko barje). Njegov izvir je v naravnem parku Hohes Venn-Eifel na območju Botrange blizu Sourbrodta (694,24 m nad morjem; najvišja točka v Belgiji) na okoli 660 m višine. Natančne lokacije izvira ni mogoče določiti, ker se na tem dvignjenem barju voda sprva zbira v različnih umetnih melioracijskih jarkih in šele kasneje prevzame naraven tok.
Sprva Rur teče v pretežno vzhodni smeri skozi nenaseljeno Visoko barje. Po 10.4 km reka doseže belgijsko-nemško mejo med okrožjem Bütgenbach v Küchenlscheidu (Belgija) in okrožjem Monschau v Kalterherbergu (Nemčija).

#### Dolgi srednji tok v Severnem Porenju-Vestfaliji
Rur nato teče malo severno v Severnem Porenju-Vestfaliji v regiji mesta Aachen. Prečka Eifel v večinoma ozki, vijugasti dolini in teče nekoliko jugovzhodneje od okrožja Monschau v Mützenichu, ki leži na planoti. Preden pride do osrednjega mesta Monschau, Rur zavije proti vzhodu in prečka okrožje Monschau Widdau. Nato prečka Hammer na levem bregu in teče skozi Dedenborn, ki leži večinoma znotraj dolge Nordschleife; oba sta okrožja Simmerath.
Rur se nato teče v smer proti severu in severovzhodu, ki gleda na Obersee Rurstausee, imenovano tudi Rursee, pred okrožjem Einruhr v Simmerathu; slednji je po prostornini drugi največji rezervoar v Nemčiji. Takoj pod Oberseejem teče Rur med vasjo Rurberg in okrožjem Heimbach v Hasenfeldu skozi Rurstausee, kjer preide v okrožje Düren in naprej v okrožje Nideggen v Schmidtu. Nato teče skozi zbiralnik jezu Heimbach, ki prejema dotok iz rezervoarja Urft na jugu in tako iz Urfta skozi predor Kermeter, ki poteka pod regijo Eifel v Kermetru. Nacionalni park Eifel meji na vse tri rezervoarje in je razdeljen na južni in severni del z Rurstausee.
Pod rezervoarjem Rur teče severno od osrednjega mesta Heimbach, vzhodno od nacionalnega parka. V mestnem območju Heimbacha poteka ali teče skozi mesti Hausen in Blens. 
Rur nato teče skozi akumulacijsko jezero Obermaubach, na spodnjem levem bregu katerega leži mesto Obermaubach, in poteka ali teče skozi Schlagstein, Untermaubach, Üdingen in Winden. Nato se pomakne v mestno območje Düren skozi Lendersdorf, mimo Rölsdorfa in teče skozi jedro mesta Düren. 
Nasproti Merkena teče Rur mimo Huchem-Stammelna proti vzhodu, nato mimo Selhausena in Krauthausena. Nato gre mimo okrožja Inden Schophoven.
V mestnem območju Jülicha so blizu reke kraji Selgersdorf, Altenburg in Kirchberg, kjer se vanjo izliva Inde. Rur nato prečka središče mesta Jülich. V široki dolini, ki je danes le malo vkopana v okolico, se od tod odcepi vrsta mlinskih jarkov, imenovanih mlinski ribniki, ki so nekoč oskrbovali vodne mline ali usnjarne.
Malo vzhodneje od Rurja leži na območju Linnicha okrožje Tetz. Reka nato teče mimo Floßdorfa in Rurdorfa  in skozi samo mesto Linnich. 
Rur nato teče v okrožju Heinsberg v mestnem območju Hückelhoven mimo mest Rurich, Brachelen, Hilfarth in Doverack ter središča mesta Hückelhoven.  Pod Garsbeckom reka teče mimo okrožja Luchtenberg Wassenberg in nato središča mesta Wassenberg. Pri   Kempenu se v reko izlije reka Wurm, ki že nekaj časa teče vzporedno levo od Rura. 

#### Spodnji tok in estuarij na Nizozemskem
Rur tako  po 132,3 km toka v Severnem Porenju-Vestfaliji preide mejo z nizozemsko provinco Limburg, kjer poteka mimo okrožij Roerdalen in krajev Vlodrop, Herkenbosch, Sint Odiliënberg, Melick in Lerop. Nato teče v urbanem območju Roermonda mimo mest Kitskensberg, De Kemp in Donderberg. 
Po zadnjih 21.8 km na nizozemskem ozemlju teče Rur med mestnim predelom Roermonda Roera in osrednjim mestom v dveh rokavih reke Meuse, ki so na nadmorski višini 17 m.
Ustje reke Rur v Roermondu je plovno.
Na približno 164,5 km dolgem toku približno iz nadmorske višine 643 m ob izviru do izliva ima Rur povprečni naklon struge okrog 3,9 ‰.
Do leta 1342 je Meuse tekla sedem kilometrov zahodneje pri Roermonda. Med letoma 1338 in 1342 so jo preusmerili v mesto, na čigar jugozahodnem robu danes leži ustje.

### Povodje, pritoki in mlinski ribniki
Porečje Rura je 2360,88 km² . Najpomembnejši pritoki Rurja so Urft, Inde in Wurm. Pritoki in mlinski jarki (mlinski ribniki) Rura vključujejo (gledano dolvodno):
- Kleine Rur / Petite Rour
- Breitenbach v Küchenlscheidu
- Schwarzbach v Küchenlscheidu
- Langenbruchsief, vzhodno od Kalterherberga
- Schluesselbach, jugozahodno od Mützenicha
- Perlbach (včasih Perlbach, v vzhodni Belgiji Schwalmbach)
- Kleiner Laufenbach severovzhodno od Mützenicha v NSG Kleines Laufenbachtal
- Laufenbach v Monschauu
- Bettebach vzhodno od Mützenich-Eschweide
- Belgenbach pri Widdau (z leve)
- Brommersbach pri Hammerju
- Riffelsbach pri Hammerju
- Erkensruhr pri Einruhru
- Urft v Oberseeju Rurtalsperre blizu Rurberga (z desne)
- Mühlbach (Rur) zvečer
- Kall blizu Zerkall
- Rinnebach v Obermaubachu
- Windener Mühlenteich
- Mlin Kreuzau ribnik
- Mlin Lendersdorf ribnik
- Ribnik mlina Düren
- Krauthausen-Jülicher Mühlenteich (teče nazaj v Rur preko Ellebacha ) [3]
- Inde pri Kirchbergu (z leve)
- Ellebach v Jülichu
- Altdorf-Kirchberg-Koslarer Mühlenteich pri Floßdorfu
- Merzbach pri Linnichu (z leve)
- Malefinkbach pri Rurichu
- Baaler Bach (I) blizu Rittergut Grittern / Hückelhoven (imenovan Nysterbach v zgornjem toku blizu Kleinbouslarja ) (z desne)
- Golkrater Bach pri Millichu
- Erlenbach – Linnicher Mühlenteich – Teichbach pri Porselen-Bleckdenu
- Floßbach, tudi Gerderather Bach

- Wurm pri Kempnu (z leve)
- Mühlenteich Junge Wurm ( Liecker Bach ) pri Karkenu, ostanek nekdanjega Mühlenbacha, ki se je odcepil od Wurma iz Randeratha . Junge Wurm je že v 8. stoletju našega štetja dokumentirano.
- Schaagbach pri Vlodropu / Nizozemska (imenovan »Birgeler Bach« nad Effeldom)
- Rothenbach pri Vlodropu / Nizozemska
- Boschbeek blizu Herkenboscha / Nizozemska

- ribnik mlina Jülich
- Linnich Weir

### Mesta in občine v porečju
Mesta in občine na Ruru so:
- Weismes / Belgija
- Bütgenbach / Belgija
- Monschau
- Simmerath (sotočje z Urftom)
- Heimbach
- Nideggen
- Kreuzau
- Düren
- Jülich (pritok Inde )
- Linnich
- Hückelhoven
- Heinsberg (pritok Wurma )
- Wassenberg
- Roerdalen / Nizozemska
- Roermond / Nizozemska

## Hidrologija
Na Ruru je veliko merilnih mest, na primer pri Altenburgu. Na merilni stezi Stah pri Kempnu, nedaleč od nizozemske meje in potem, ko se vanj izlije Wurm, zadnjič potekajo meritve na nemški strani. Povprečni vodostaj je tam 0,52 m in srednji visoki vodostaj  2,10 m.
Rur prispeva povprečno okoli 26 m³/s pri izlivu v Meuse pri Roermondu.
Če je Meuse v poplavah, se lahko njen mestni estuarij v Roermondu loči od Maasa z dvema poplavnima zapornicama. Nato vsa voda Rurja odteče skozi drugi estuarij, Hambeek. Mestni rokav Rura se uporablja kot pristanišče za goste (potniško prehodno pristanišče) za športne čolne.

## Proizvodnja energije
Voda iz Rura se uporablja tudi za pridobivanje energije. Za proizvodnjo električne energije se uporabljajo turbine v elektrarnah Schwammenauel, Heimbach, Obermaubach in Roermond (ECI Centrale).

### Gradovi, palače in cerkve ob reki
Gradovi, palače in cerkve na Ruru so:
- Grad Monschau
- Grad Hengebach (grad Heimbach)
- Grad Nideggen
- Grad Untermaubach
- Grad Burgau
- Bazilika v Sint Odiliënbergu

## Zgodovina
Do okrog leta 1570 so na Ruru med Roermondom in Jülichom potekale ladijske operacije z majhnimi ladjami. Prizadevali so si, da bi Rur ohranil plovnost do Jülicha. Na koncu se je izkazalo, da je prevoz po kopnem bolj ekonomičen. Do srede 16. stoletja je obstajalo splavarsko podjetje.

### Departma la Roer
Od leta 1798 do 1814 je obstajal Département de la Roer (departma Rur), kot del Francije. Njegovo glavno mesto je bil Aachen. Okrožja so bila Aix-la-Chapelle, Clèves, Crévelt in Köln (danes Aachen, Kleve, Krefeld in Köln). Kantoni na območju Rura so bili Heinsberg, Linnich, Jülich, Düren, Froitzheim (danes Vettweiß ), Gemünd in Montjoie (Monschau).

### Druga svetovna vojna
V drugi svetovni vojni je Rur tvoril frontno črto konec leta 1944/v začetku leta 1945; Novembra 1944 je prišlo do tankovske bitke pri Linnichu, na katero spominja spominski kamen na Hubertusovem križu.
Marca 1943 je bilo blizu mostu Bosfagne čez Rur blizu Sourbrodta postavljeno manjše taborišče za sovjetske vojne ujetnike. Bilo je podružnica taborišča Elsenborn, v katerem so bili sovjetski ujetniki od leta 1941. Ujetnike so uporabljali za gozdna dela in košnjo sena. Ko so zavezniške čete konec septembra 1944 napredovale, so ujetnike premestili v taborišče Elsenborn in od tam naprej v Nemčijo.

Prvi spominski križ, ki so ga leta 1963 postavili Amis de la Fagne, zdaj stoji pred majhnim spomenikom. Leta 1992 ga je na nekdanjem skladišču nadomestil ruski pravoslavni križ.

## Poglej tudi
- vojvodina Jülich